# 塩化テトラフェニルアルソニウム
塩化テトラフェニルアルソニウム（えんかテトラフェニルアルソニウム、英: Tetraphenylarsonium chloride）は、化学式(C6H5)4AsClで表される有機ヒ素化合物である。
テトラフェニルアルソニウムカチオンと塩化物アニオンから構成される白色固体である。極性有機溶媒に溶けやすい。水和物として用いられることが多い。

## 合成と反応
本化合物はトリフェニルアルシンから得られるテトラフェニルアルソニウムクロリド塩酸塩を中和することで合成される。
(C6H5)3As  +  Br2   →   (C6H5)3AsBr2
(C6H5)3AsBr2  + H2O  →  (C6H5)3AsO  +  2 HBr
(C6H5)3AsO  +   C6H5MgBr  →  (C6H5)4AsOMgBr
(C6H5)4AsOMgBr  +  3 HCl  →  (C6H5)4AsCl.HCl  +  MgBrCl
(C6H5)4AsCl.HCl  +  NaOH  →  (C6H5)4AsCl  +  NaCl  +  H2O
他の類似物質と同様に、本化合物は多原子アニオンを有機溶媒中に可溶化するための手段として用いられることが多い。目的のアニオンを含む水溶液またはメタノール溶液に本化合物の溶液で加えることで、目的のアニオンを含むテトラフェニルアルソニウム塩が沈殿として得られる。